# Schönenwerd
Schönenwerd is een gemeente en plaats in het Zwitserse kanton Solothurn en maakt deel uit van het district Olten.

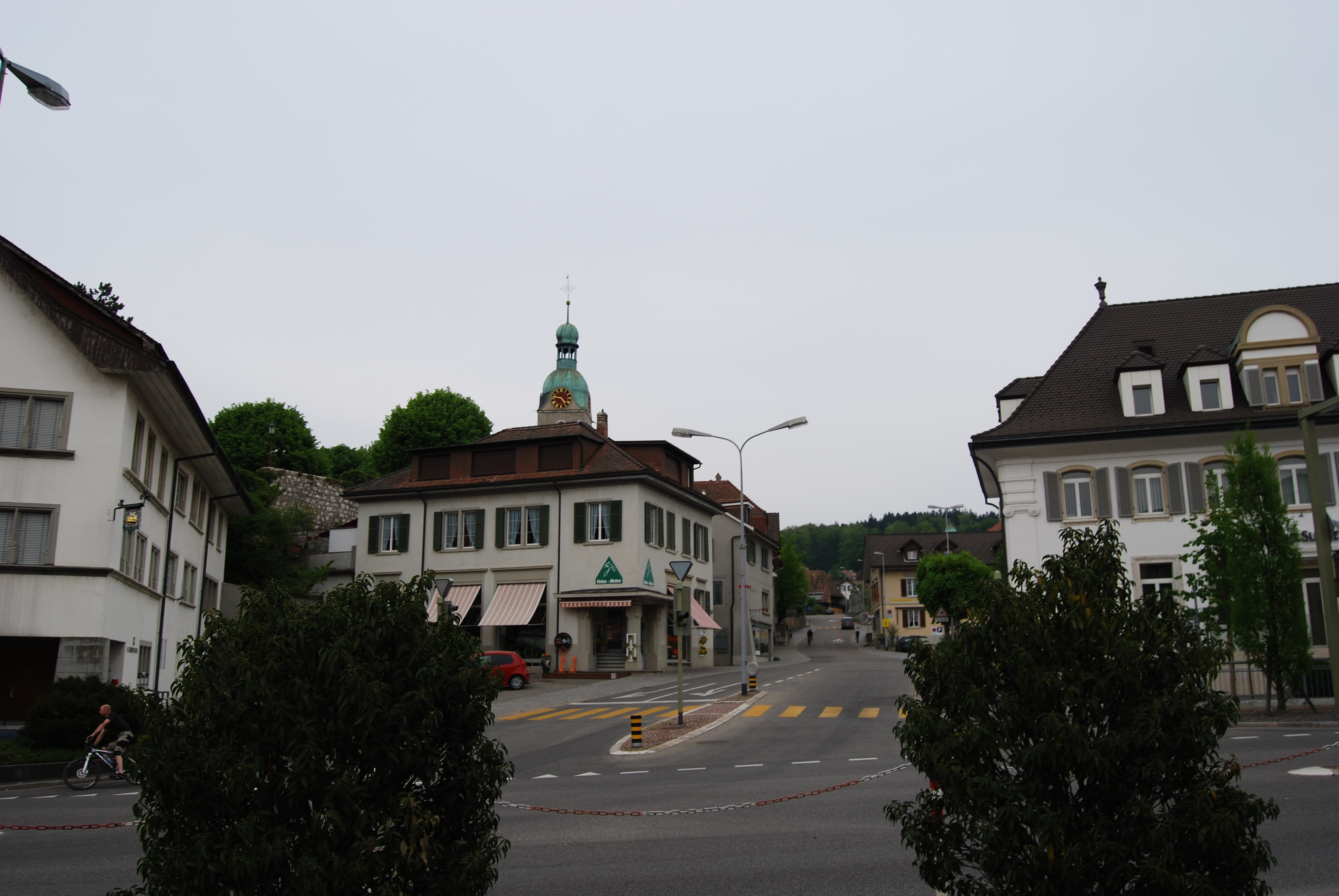
Schönenwerd

Schönenwerd telt 4661 inwoners.